# Hooydonkse watermolen
De Hooydonkse watermolen is een watermolen aan de Dommel, op adres Hooydonk 8-10 in het gehucht Hooydonk in de gemeente Nuenen, Gerwen en Nederwetten.
De molen is een dubbele onderslagmolen met twee waterraderen, gebruikt als korenmolen.
Er zijn twee molengebouwen, beide van hout, met rieten dak.
De molen is privé-eigendom, is niet open voor bezichtiging, en is niet in bedrijf.

## Historie
Het is niet bekend hoe oud de molen is. Zowel het midden van de negende eeuw als de twaalfde eeuw worden genoemd. In 1335 kwam de watermolen in bezit van de heer van Mierlo. Hij was in het verleden eigendom van het adellijke vrouwenklooster de priorij Hooydonk. Het klooster lag op het eiland van de watermolen. Er rest nog een keldergewelf van het klooster.
Tijdens de Tachtigjarige Oorlog is de molen verwoest en later weer herbouwd. Na de herbouw werd een volmolen toegevoegd. In de zeventiende eeuw was er een molenaar, Matthias Jansen van der Crabbe, die pinten bier verstrekte aan klanten, in de hoop hen weg te houden van de concurrerende Opwettense watermolen.
De molen fungeerde in het verleden ook als olie- en houtzaagmolen. Het mechaniek van de oliemolen is ca. 1935 verwijderd, en dat van de houtzaagmolen in 1954. Beide bevonden zich in het gebouw aan de oostzijde (het lagere van de twee). Daarin werd een mechanische maalderij ondergebracht. Het is in de tweede helft van de twintigste eeuw met 8 m verlengd en tot woonhuis omgebouwd.
In de jaren 1996 t/m 2000 is er veel restauratiewerk verricht. In 2009 is het waterrad aan het woonhuis aangesloten op een generator voor de opwekking van elektriciteit.

## Nabijgelegen watermolens
Stroomopwaarts van de Hooydonkse Watermolen vond men de Woenselse Watermolen op de Dommel en vindt men de Opwettense Watermolen op de Kleine Dommel. Stroomafwaarts op de Dommel vond men de Sonse watermolen.